# Чудецкий, Павел Иванович
Павел Иванович Чудецкий (1844, Костромская губерния — 24 мая [5 июня] 1886, Тифлис) — протоиерей-ректор Тифлисской духовной семинарии.

## Биография
Родился в семье сельского священника. Получил домашнее образование, учился в Костромском духовном училище, затем — в Костромской семинарии, курс которой он окончил в 1868 году. Показал блестящие способности в учёбе.
В 1868 году начал работать учителем арифметики и географии в Костромском духовном училище. Спустя год поступил в Киевскую духовную академию на историческое отделение. Овладел немецким и французским языками. Окончил академию в 1873 году и назначен в Симферопольскую семинарию преподавать историю философских учений, психологию и педагогику. Вскоре, кроме того, занял должность инспектора классов в епархиальном женском училище и в нём же преподавал географию, русский язык, арифметику и педагогику. В 1874 году выбран инспектором этой семинарии, где служил до 1878 года. В том году переведён Святейшим синодом на такую же должность в Кишинёвскую семинарию.
В 1883 году стараниями архиепископа Карталинского и Кахетинского, экзарха Грузии Павла был назначен ректором Тифлисской духовной семинарии. Энергично управляя семинарией, восстановил ссудосберегательную кассу для служащих, реорганизовал библиотечный фонд, вёл активную миссионерскую деятельность, крестил кавказских горцев.
Получив в Кишинёве чин статского советника, в Тифлисе был пожалован камилавкою.
Настаивал на полной русификации образования в семинарии, публично называл грузинский «собачьим языком». Убит 24 мая 1886 года в своей квартире бывшим учеником Тифлисской семинарии, 19-летним грузином Иосифом Лагиашвили, исключённым Чудецким из семинарии за чтение «Отечественных записок».
Похоронен в ограде Александро-Невской Кукийской церкви.